# Chromis katoi
Chromis katoi là một loài cá biển thuộc chi Chromis trong họ Cá thia. Loài này được mô tả lần đầu tiên vào năm 2018.

## Từ nguyên
Từ định danh katoi được đặt theo tên của Shoichi Kato, người đã thu thập mẫu định danh và toàn bộ mẫu phụ chuẩn (paratype) của loài cá này.

## Phạm vi phân bố và môi trường sống
C. katoi là một loài đặc hữu của Nhật Bản, hiện chỉ được biết đến ở ngoài khơi đảo Hachijō-jima (thuộc quần đảo Izu), được thu thập ở độ sâu khoảng 15–35 m.

## Mô tả

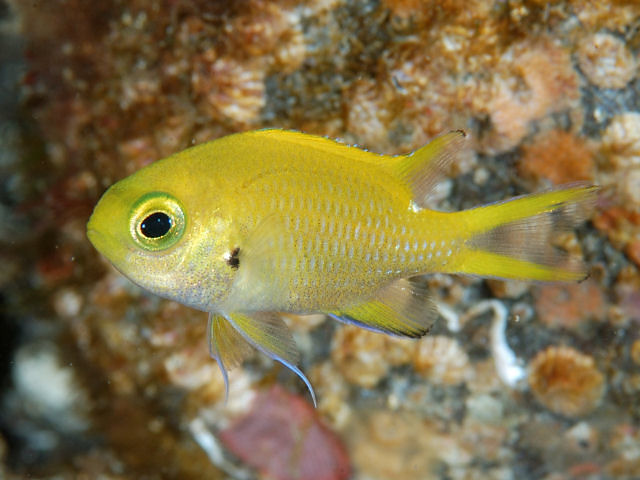
Cá con

C. katoi có chiều dài cơ thể lớn nhất được ghi nhận là 9,8 cm. C. katoi có màu nâu, phớt vàng ở đỉnh đầu và gáy (cá con có màu vàng tươi hơn). Gốc vây ngực có một đốm đen lớn. Hai thùy đuôi có màu vàng đậm, gần như trong suốt ở giữa vây. Vây ngực trong mờ.
Số gai ở vây lưng: 13; Số tia vây ở vây lưng: 12–13; Số gai ở vây hậu môn: 2; Số tia vây ở vây hậu môn: 11–12; Số tia vây ở vây ngực: 19–20; Số gai ở vây bụng: 1; Số tia vây ở vây bụng: 5; Số vảy đường bên: 17–19; Số lược mang: 26–29.

## Sinh thái học
Thức ăn của C. katoi có lẽ là động vật phù du như những loài cùng chi. Cá đực có tập tính bảo vệ và chăm sóc trứng; trứng có độ dính và bám vào nền tổ.